# Kostel svatého Jakuba Staršího (Břest)
Kostel svatého Jakuba Staršího v Břestu je farní kostel v Římskokatolické farnosti Břest v okrese Kroměříž ve Zlínském kraji. Areál kostela s krucifixem a sochou svatého Jana Nepomuckého je chráněn jako kulturní památka. Dochovaná podoba kostela je výsledkem přestavby, na níž se po roce 1742 pravděpodobně podílel stavitel Ignác Josef Cyrani z Bolleshausu, a mladších úprav.

## Historie
Současná podoba kostela je výsledkem přestavby po devastujícím požáru obce v roce 1742, kdy za pruského vpádu během první slezské války o rakouské dědictví vyhořela celá obec. Jádro kostela je však starší, pravděpodobně středověké. První zmínka o kostele pochází z roku 1517, kdy je zmiňovaná i fara. Podle některých zdrojů byl původní kostel postaven v roce 1580.
Roku 1708 byla k západnímu průčelí kostela přistavěná věž, další úpravy následovaly po roce 1742, kdy byl dříve plochostropý kostel zaklenut, byly přistavěny boční kaple lodi a sakristie u presbyteria, přibyla hudební kruchta a nové okenní otvory. Podle dochovaného rozpočtu na tuto přestavbu z roku 1745 se soudí, že tato rekonstrukce proběhla pod vedením olomouckého arcibiskupského stavitele a architekta Ignáce Josefa Cyrani z Bolleshausu. V roce 1893 byla věž zvýšena o zvonové patro.

## Architektura
Jednolodní kostel je orientován k východu, stojí v centru zrušeného hřbitova uprostřed návsi. Západnímu průčelí dominuje čtyřpatrová hranolová věž, na loď s bočními přístavky navazuje čtvercový presbytář, sklenutý křížovou klenbou. Na severní straně k němu přiléhá sakristie. Fasády jsou hladké, členěné bílými pilastry. Prolamují je okna se segmentovými záklenky, západní průčelí věže je prolomeno vstupním portálem, který má v ostění vyryt latinský nápis s letopočtem 1708. Loď je obdélná, zaklenutá dvěma poli křížové klenby a jedním polem pruské klenby. Od presbytáře ji odděluje půlkruhový vítězný oblouk.
Zařízení kostela je novobarokní, starší je dřevěná plastika sedící madony s dítětem z první poloviny 17. století a zvon ve věži z roku 1744. Varhany z roku 1848 s jedním manuálem a osmi rejstříky od pražského varhanáře Josefa Gartnera byly v roce 1870 převezeny do evangelického kostela v Prusinovicích, stávající varhany s deseti rejstříky jsou dílem Karla Boromejského Neussera z roku 1892.
Za hřbitovní zdí se nachází krucifix, obnovený roku 1937. Je upevněný na rokokovém pískovcovém soklu ze třetí čtvrtiny osmnáctého století. Nedaleko stojí socha svatého Jana Nepomuckého z roku 1753.